# David Noel
Pour les articles homonymes, voir Noël (homonymie).
David Anthony Noel III (né le 27 février 1984 à Durham, Caroline du Nord) est un joueur puis entraîneur américain de basket-ball. Comme joueur, il évolue au poste d'ailier.

## Formation
Après une formation au sein du lycée de Southern à Durham, David Noel rejoint en 2003, l'université de Caroline du Nord et ses célèbres Tar Heels.
À l'issue de son année junior (3e année), il se présente à la draft 2006 de la NBA et est choisi à la 39e position par les Bucks de Milwaukee.
Il est nommé 1er athlète sur les 81 participants au camp pré-draft d'Orlando.

## Carrière professionnelle

### Aux États-Unis
Pour sa première saison, il intègre l'équipe NBA des Bucks de Milwaukee, dans laquelle il tient un rôle de remplaçant avec peu de temps de jeu (2,7 points, 1,8 rebond et 1 passe décisive par match). Il joue 47 matchs sur les 60 premiers de la saison. Son meilleur match lors de sa saison rookie avec les Bucks reste le 22 novembre 2006, où il aide son équipe à gagner contre les 76ers de Philadelphie avec 11 points et 7 passes décisives.
Le 20 janvier 2008, les Bucks envoient David Noel en D-League chez les 66ers de Tulsa (20,8 points, 6 rebonds et 3,9 passes décisives en 40 minutes).
Le 7 novembre 2008, il est drafté en 14e position par les Albuquerque Thunderbirds lors de la draft de la D-League en 2008 (18,1 points, 5,9 rebonds et 4,3 passes décisives en 41 minutes).
Le 2 mars 2009, il est échangé avec Antonio Meeking et rejoint les Bighorns de Reno (20,7 points, 6,4 rebonds et 7,4 passes décisives en 42 minutes).

### Aux Philippines
Le 19 avril 2009, il quitte son pays natal pour les Philippines et l'équipe des Barangay Ginebra Kings.

### En France
Le 30 juin 2009, il signe pour la saison 2009-2010 au club de la Chorale de Roanne en Pro A où il se fait remarquer comme étant l'un des plus physiques ailiers du championnat (11 points, 5 rebonds et 3 passes décisives pour 14 d'évaluation en 29 minutes).
À l'issue de sa première saison en France, et malgré sa volonté de le prolonger, Jean-Denys Choulet ne peut que laisser partir David Noel, qui signe un contrat de 2 ans avec le Paris-Levallois Basket.
Trois jours après avoir annoncé sa retraite, il décide finalement de poursuivre sur le terrain en signant au BCM Gravelines Dunkerque. En février 2013, quelques jours après avoir remporté la Leaders Cup 2013 dans laquelle il n'a pas joué, son contrat avec le BCM est rompu.

## Clubs
- 2006-2007 : Bucks de Milwaukee (NBA)
- 2008 : 66ers de Tulsa (D-League)
- 2008-2009 : Thunderbirds d'Albuquerque
- 2009 : Bighorns de Reno
- 2009 : Barangay Ginebra Kings (Philippines)
- 2009-2010 : Chorale de Roanne (Pro A)
- 2010-2012 : Paris-Levallois Basket (Pro A)
- 2012- fév. 2013 : BCM Gravelines Dunkerque (Pro A)
- fév. 2013- 2013 : Nitra (Extraliga)
- 2013-2014 : Orléans (Pro A)

## Distinctions
- Vainqueur de la Leaders Cup 2013 avec le BCM Gravelines Dunkerque